# Arion franciscoloi
Arion franciscoloi is een slakkensoort uit de familie van de Arionidae. De wetenschappelijke naam van de soort is voor het eerst geldig gepubliceerd in 1983 door Boato, Bodon & Giusti.